# Египетский таракан
Египетский таракан, или египетский таракан черепашка (лат. Polyphaga aegyptiaca), — вид тараканов из рода Polyphaga семейства тараканов-черепашек.

## Внешний вид
Тело самцов тёмнорыжевато-бурое или черноватое, слегка блестящее. Голова тёмная, с бурыми усиками, голыми до тринадцатого членика и с коротким пушком выше. Переднеспинка чёрная, имеет длину 5,3—6,6 мм. Передний край окаймлён беловато-жёлтым и выступает в виде округлённого угла. Боковые края постепенно округлены, из-за чего ясных углов с передним и заднем краями не образуют. Задний край почти прямой, покрыт короткими и тонкими волосками. Надкрылья достигают 22—28 мм. Окрашены практически однотонно, в тёмнорыжевато-бурый цвет, но вдоль переднего края и в анальной области более тёмные. Крылья более или менее сильно затемнены, угловато-закруглённые на вершине. Ноги длинные, бурые. Лапки длинные, при этом первый членик длиннее всех остальных вместе взятых. Брюшко от рыжевато-бурого до тёмнобурого. Анальная пластинка треугольная, закруглённая на вершине. Церки состоят из 11 члеников. Тело самок относительно крупное (25—34 мм), выпуклой формы, одноцветно буровато-чёрное или слегка каштановое. Имеет шероховатую поверхность. Голова тёмно-бурая. Переднеспинка почти правильно полукруглая, с узкой жёлтой каёмкой и каймой из густых рыжеватых волосков на переднем крае и сильно выступающим в виде тупоокруглённого угла задним краем. В длину достигает 9—11 мм. Задний край среднеспинки почти прямой, а заднеспинки — вогнутый. Ноги короче, чем у самцов, покрыты волосками. Брюшко более плоское, чем грудь. Анальная пластинка крупная, в 2 раза шире длины. Церки очень короткие, при виде сверху почти не видны. Брюшко имеет 8—10 члеников.
Личинки младших возрастов более светлые, с большим количеством желтоватых отметин посередине груди и брюшка сверху и по бокам брюшка. С возрастом становятся одноцветными, похожими на взрослых самок.
Оотека округло-четырёхугольная с гребнем из 16—17 узких длинных слегка крючковидно изогнутых зубчиков. В длину достигает 10—11,5 мм. Поверхность оотеки гладкая, с продольными килевидно приподнятыми линиями.
Самцы хорошо летают. Самки бескрылые.

## Ареал
Распространён в Средиземноморью, Южной Европе и Передней Азии до Ирана. Населяет южный и юго-западный Туркменистан, всё Закавказье от Ленкорани и Апшеронского полуострова до Черноморского побережья в районе Батуми. От Закавказья на север заходит в Восточное Предкавказье, где распространён в Дагестане и Калмыкии (до границы с Астраханской областью), и в Западное Предкавказье до нижнего течения Кубани. В Иране распространён в Хузестане, Фарсе, Лурестане, Тегеране, Мазендеране, Голестане, Керманшахе, Иламе и Исфахане. Далее на запад ареал охватывает Ирак, Сирию, Палестину, Малую Азию, Грецию, Далмацию, Крит, Кипр и Северную Африку от Эритреи и Египта до Туниса и Алжира. Обитает также в Южной Италии, в том числе на Сицилии, и в Саудовской Аравии.

## Образ жизни
Питается растительными остатками и иногда экскрементами. Обитает в степях, глинистых и песчаных пустынях. День проводят под землёй в брошенных норах грызунов, а ночью выходят на поиски пищи. Вскоре после спаривания, самки откладывают оотеки. В одной оотеке 12—18 яиц, расположенных в два ряда. Выходящие из яиц молодые особи, похожи на взрослых, но отличаются меньшим размером (0,5—0,7 мм) и отсутствием крыльев. Личинки становятся взрослыми (имаго) примерно за два года.

## Взаимодействие с человеком
Может селиться в жилищах человека, однако делает это реже, чем другие синантропные виды тараканов, такие как рыжий, чёрный и американский тараканы. Микробиологическое исследование египетских тараканов из Ирана показало, что они могут переносить на поверхности тела кишечную палочку, Klebsiella pneumoniae, энтеробактерий (Enterobacteriaceae), непатогенных нейссерий, Bacillus cereus, сенную палочку, а также золотистого стафилококка. Исследование пищеварительного тракта тараканов, живущих в домах шахрестана Дизфуль в Иране показало, что они могут переносить Citrobacter freundii, Serratia marcescens, Staphylococcus epidermidis, Pseudomonas mallei, неопределённых бактерий из рода Providensia, Enterobacter cloacae, кишечную палочку, сенную палочку, Oligella urethralis, Morganella morganii и неопределённых бацилл. При этом некоторые бактерии, выделенные из пищеварительного тракта египетского или американского тараканов были резистентны к ампициллину, пиперациллину, хлорамфениколу, цефалотину, тетрациклину, цефоперазону и гентамицину.

## Охрана
Занесён в Красную книгу Калмыкии (2013) как неопределённый по статусу вид (категория 4).

### Комментарии
1. ↑  В статье при определении резистентности бактерий к антибиотикам виды тараканов не разделялись.